# Международен София филм фест
„Международният филмов фестивал София филм фест“ (на английски: Sofia International Film Festival, Sofia Film Fest) е кинофестивал в София.
Той е най-голямото международно киносъбитие в България. Фестивалът влиза в класацията на 50-те топ фестивала според сп. „Варайъти“ (Variety). Първоначално се провежда като тематичен мюзик фест. Има 18 издания, като представя актуалните тенденции в световното кино и най-новото от регионалното и българско кино.
От 1997 г. на фестивала са показани над 1600 игрални и документални филма. Сред над 1000-та гости на СФФ са утвърдени имена като Вим Вендерс, Фолкер Шльондорф, Жан-Клод Кариер, Катя Рийман и Карл Баумгартнер (Германия), Алън Паркър, Питър Грийнауей, Тери Джоунс, Майкъл Пейлин, Тони Палмър и Дейвид Макензи (Великобритания), Никита Михалков, Андрей Кончаловски, Карен Шахназаров и Бахтиар Худойназаров (Русия), Иржи Менцел, Ян Сверак, Ян Хржебейк и Петр Зеленка (Чехия), Емир Кустурица (Югославия), Кшищоф Зануси (Полша), Отар Йоселиани (Грузия), Анес Варда, Зигфрид и Жак Дорфман (Франция), Асумпта Серна (Испания), Бент Хамер и Уни Страуме (Норвегия), Джафар Панахи и Бабак Паями (Иран), Джери Шацбърг, Майкъл Уодли и Лех Ковалски (САЩ), Йос Стелинг (Холандия), Мика Каурисмаки (Финландия), Фридрик Тор Фридриксон (Исландия), Лоне Шерфиг (Дания), Корнел Мундруцо (Унгария), Горан Маркович, Горан Паскалевич, Радивое Андрич, Душан Милич, Сърджан Каранович и Сърджан Драгоевич (Сърбия) и много други.
Фестивалът се организира от Арт Фест под патронажа на Столичната община, в партньорство с Министерството на културата, Националния дворец на културата, Националния филмов център и Българската национална телевизия, с подкрепата на програма МЕДИА на Европейската комисия, национални и чуждестранни културни институти и спонсори.
През 2010 г. (определена за Година на българското кино) Международният София Филм Фест е акредитиран от FIAPF (Международната федерация на асоциациите на филмовите продуценти) като фестивал с конкурс за първи и втори игрални филми. От създаването на фестивала негов директор е Стефан Китанов .
23-тия София Филм Фест ще бъде открит на 7 март 2019 година с прожекция на документалния филм „Да ходиш по вода“ на режисьора Андрей Паунов, посветен на Христо Явашев - Кристо и неговите плаващи кейове.  Програмата продължава до края на месец март 2019, като наградите в основните конкурси ще бъдат раздадени на 16 март 2019 година.

## София Филм Фест 1997
Мюзик Филм Фест 1997

## София Филм Фест 1998
Мюзик Филм Фест 1998 – от 21 май до 11 юни 1998.

## София Филм Фест 1999
София Мюзик & Филм Фест 1999 – от 24 март до 8 април 1999.

## София Филм Фест 2000
София Мюзик & Филм Фест 2000 – от 15 до 31 март 2000.

## София Филм Фест 2001
5-и Международен София Филм Фест – от 15 до 29 март 2001.

## София Филм Фест 2002
6-и Международен София Филм Фест – от 14 до 28 март 2002.

## София Филм Фест 2003
7-и Международен София Филм Фест – от 7 до 16 март 2003.

### Жури
- Искра Димитрова
- Бланка Елекеш
- Николай Никитин
- Ани Вълчанова
- Далибор Матанич
- Петр Зеленка
- Радивое Андрич
- Том Палмен

## София Филм Фест 2004
8-и Международен София Филм Фест – от 4 до 14 март 2004.

### Жури
- Джери Шацбърг
- Бабак Паями
- Самуел Финци
- Корнел Мундруцо
- Марта Кондова

## София Филм Фест 2005
9-и Международен София Филм Фест – от 4 до 13 март 2005.

### Жури
- Срджан Драгоевич
- Катя Риман
- Асумпта Серна
- Зигфрид
- Весела Казакова

## София Филм Фест 2006
10-и Международен София Филм Фест – от 9 до 19 март 2006.

### Жури
- Андрей Плахов
- Николай Волев
- Златина Русева
- Клаудия М. Ландсбергер
- Лени Ейбрахамсън

## София Филм Фест 2007
11-и Международен София Филм Фест – от 1 до 11 март 2007.

### Жури
- Бахтияр Худойназаров
- Душан Милич
- Севда Шишманова
- Георги Стайков
- Ерих Лакнер
- Лейф Джоули
- Тадеуш Шчепански
- Людмила Дякова

## София Филм Фест 2008
12-и Международен София Филм Фест – от 6 до 16 март 2008.

### Жури
- Иглика Трифонова
- Йос Стелинг
- Сърдан Голубович
- Дом Родероу
- Алексей Попогребски

## София Филм Фест 2009
13-и Международен София Филм Фест – от 5 до 15 март 2009.

### Жури
- Янош Сас
- Дорон Еран
- Момчил Карамитев
- Елена Йончева
- Стефан Арсениевич

## София Филм Фест 2010
14-и Международен София Филм Фест – от 5 до 14 март 2010.

### Жури
- Пиер-Анри Дело
- Марион Лен
- Теодора Духовникова
- Дрор Захави
- Андраш Мухи

## София Филм Фест 2011
15-и Международен София Филм Фест – от 4 до 13 март 2011.

### Жури
- Фридрик Тор Фридриксон
- Камен Калев
- Алваро Брехнер
- Огньен Свиличич
- Габриеле Бруненмайер

## София Филм Фест 2012
16-и Международен София Филм Фест – от 9 до 18 март 2012.

### Жури
- Дейвид Макензи
- Драгомир Шолев
- Ян Цвиткович
- Марк Баше
- Ваня Щерева

## София Филм Фест 2013
17-и Международен София Филм Фест – от 7 до 17 март 2013.

### Жури
- Йешим Устаоглу
- Ада Кондееску
- Мирослав Момчилович
- Майк Дауни
- Константин Божанов

## София Филм Фест 2014
18-и Международен София Филм Фест – от 6 до 23 март 2014.

### Жури
- Александър Роднянски
- Чедомир Колар
- Силвия Петкова
- Лусин Динк
- Александър Рис

## София Филм Фест 2015
19-и Международен София Филм Фест – от 5 до 15 март 2015.

### Жури
- Стефан Командарев
- Джей Джеон
- Зейнеп Атакан
- Леван Когуашвили
- Илда Сантяго

## София Филм Фест 2016
20-и Международен София Филм Фест – от 10 до 20 март 2016.

### Жури
- Дито Цинцадзе
- Харут юн Хачатрян
- Клаус Едер
- Кристина Грозева
- Петър Вълчанов

## София Филм Фест 2017
21-ви Международен София Филм Фест

### Жури
- Кристи Пую
- Манфред Шмид
- Дебора Кара Ангър
- Анжела Недялкова
- Елица Петкова

### Филми
- Семе: Неразказаната история